# 诸暨州
诸暨州，元朝时设置的州。
元贞元年（1295年），升诸暨县置，即今浙江省诸暨市，属绍兴路。辖境即今浙江省诸暨市一带。至正十九年（1359年），朱元璋改名诸全州。 